# Alagoas
Alagoas là một bang nhỏ của Brasil nằm giữa hai bang Pernambuco và Sergipe; có chút tiếp giáp với bang Bahia ở ranh giới phía tây nam. Ranh giới phía nam của bang được xác định bởi sông São Francisco.
Tên của bang này bắt nguồn từ những con phá, mà trong thế kỷ 16, đã bị những người Bồ Đào Nha và người Pháp xâm chiếm nhằm tìm kiếm một loại gỗ. Người Hà Lan là những người đầu tiên tới bang lân cận Pernambuco và xâm chiếm vùng đất này.
Thủ phủ của bang, Maceió, nổi tiếng với những bãi biển và hải sản, là địa điểm du lịch nổi tiếng nhất của Alagoas.

## Liên kết
| Tìm hiểu thêm về Alagoas tại các dự án liên quan |                                   |
| Tìm kiếm Wiktionary                              | Từ điển từ Wiktionary             |
| Tìm kiếm Commons                                 | Tập tin phương tiện từ Commons    |
| Tìm kiếm Wikinews                                | Tin tức từ Wikinews               |
| Tìm kiếm Wikiquote                               | Danh ngôn từ Wikiquote            |
| Tìm kiếm Wikisource                              | Văn kiện từ Wikisource            |
| Tìm kiếm Wikibooks                               | Tủ sách giáo khoa từ Wikibooks    |
| Tìm kiếm Wikiversity                             | Tài nguyên học tập từ Wikiversity |

- (tiếng Bồ Đào Nha) Official Website Lưu trữ ngày 17 tháng 3 năm 2022 tại Wayback Machine
- (tiếng Anh) Brazilian Tourism Portal Lưu trữ ngày 12 tháng 12 năm 2007 tại Wayback Machine
- (tiếng Bồ Đào Nha) Visit Alagoas Lưu trữ ngày 3 tháng 2 năm 2004 tại Wayback Machine
- (tiếng Bồ Đào Nha) Guide of Alagoas Lưu trữ ngày 17 tháng 2 năm 2004 tại Wayback Machine
- (tiếng Bồ Đào Nha) Ministry of Transport port data including main products exported Lưu trữ ngày 24 tháng 8 năm 2007 tại Wayback Machine
- (tiếng Anh) Brazilian Embassy in London: São Francisco River Lưu trữ ngày 3 tháng 2 năm 2004 tại Wayback Machine